# Transplantace kostní dřeně

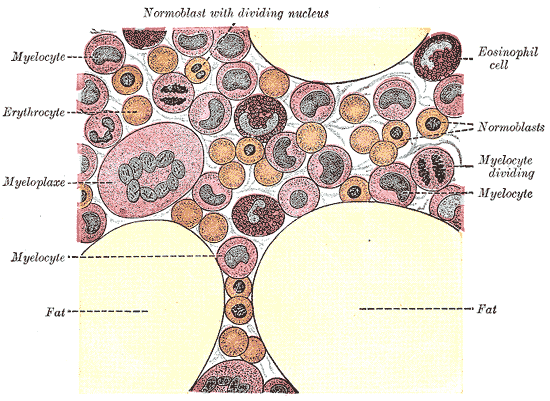
Kostní dřeň

Transplantace kostní dřeně je výměna kostní dřeně v případě špatně fungující krvetvorby uvnitř kostí za novou krvetvornou tkáň od zdravého dárce. Díky tomu se obnoví obranyschopnost organismu. Metoda transplantace se liší od transplantací různých orgánů. Krvetvorné buňky získané od dárce se totiž jednoduše podají pacientovi jako kterákoliv jiná transfúze do krevního řečiště. Takto vpravené buňky do těla pacienta se samy uchytí uvnitř kostí, kde začnou opět růst, množit se a po určité době také obnoví tvorbu zdravých krvinek a celkovou obranyschopnost organismu.

## Odběr kostní dřeně

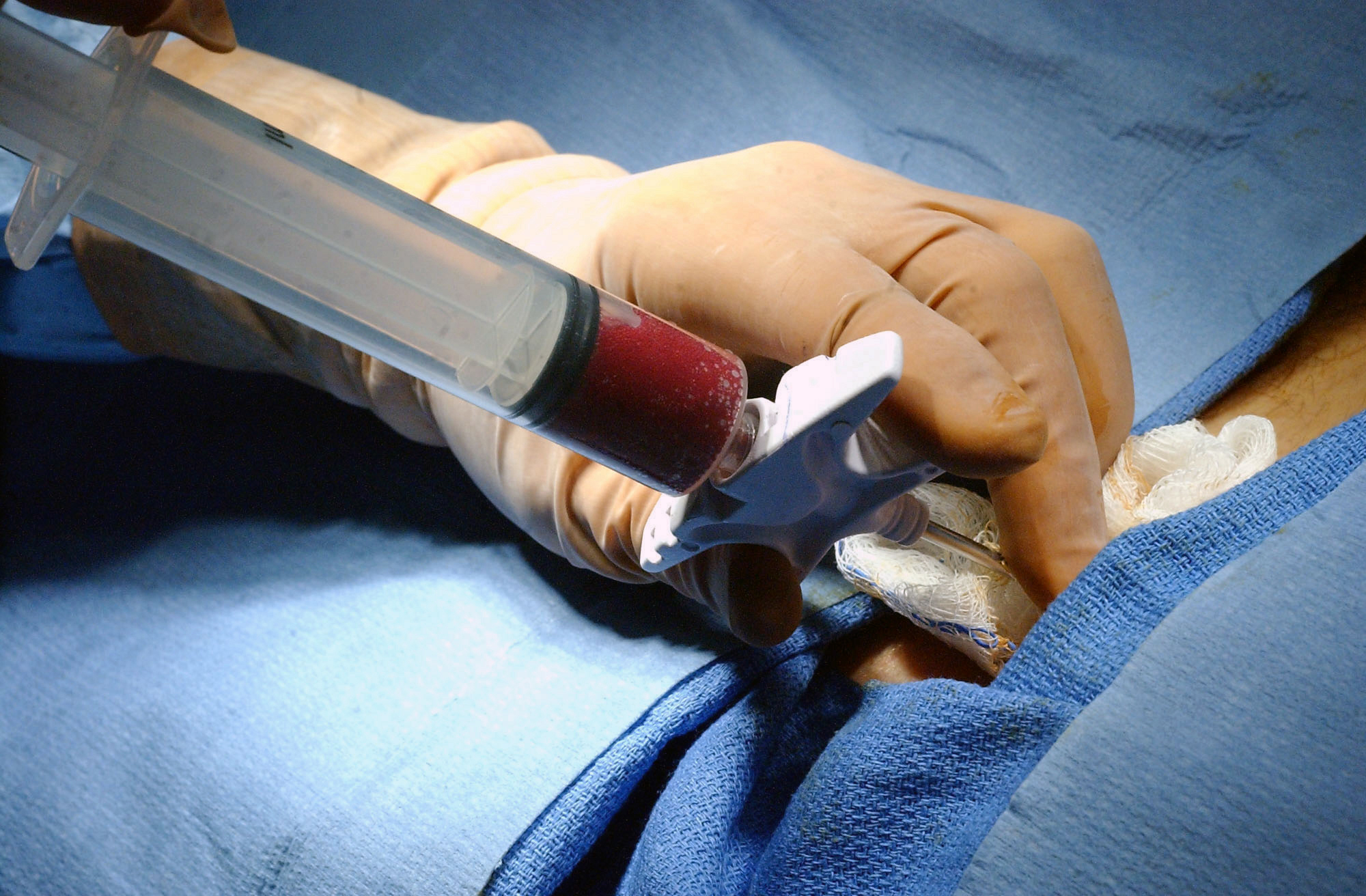
Odběr kostní dřeně

Kostní dřeň je na první pohled nerozeznatelná od běžné krve, je to rosolovitá tkáň uvnitř kostí. Dárci se může odebrat třemi způsoby. Buď pomocí speciálního přístroje (separátoru) přímo ze žilní krve, jako třeba u darování krevní plazmy nebo krevních destiček. Druhý způsob je odsátí kostní dřeně pomocí jehel přímo z lopaty kyčelní kosti v celkové anestezii, což může být poté po probuzení v místě vpichu pro někoho mírně bolestivé. Třetí možností je odběr pupečníkové krve bezprostředně po porodu. Pupečníková krev rovněž obsahuje velké množství krvetvorných kmenových buněk a je transplantology velmi ceněna.

## Problémy při transplantaci
Přenést tyto buňky do těla pacienta není lehká záležitost, protože samo tělo se přirozeně brání určitým druhem bílých krvinek proti všemu, co do těla nepatří. Tato jejich schopnost je umožněna individuálně zvláštními tvary bílkovin na povrchu veškerých tělesných buněk i krvinek. Jsou to takzvané transplantační znaky (odborně HLA antigeny). Tyto znaky se musí při transplantaci co možná nejvíce shodovat, jinak může dojít k tomu, že tělo tuto dřeň vůbec nepřijme, anebo při menší neshodě se tyto buňky sice uchytí, ale postupně začnou ničit tělo pacienta, protože je vnímají jako cizí. A jelikož mezi lidmi existují tisíce různých kombinací tkáňových znaků, je poměrně obtížné najít vhodného dárce.